# Белосток (приток Западного Буга)
Белосток (укр. Білосток, Білий Стік) — река в Шептицком районе Львовской области Украины. Правый приток Западного Буга (бассейн Вислы).
Берёт начало вблизи села Йосиповка, что северо-западнее города Радехов. Течёт по Надбужанской котловине. Впадает в Западный Буг в 2 км к северу от Шептицкогоа.
Длина реки 30 км, площадь бассейна 268 км². Ширина долины 1-3 км. Пойма местами заболоченная. Русло выпрямленное, канализированное (на протяжении 15 км). Обычная глубина 0,5-1 м. Уклон реки 0,97 м/км. Есть пруды.
Главные притоки Млыновка, Остров (правые).
Белосток протекает через сёла Половое, Сушно, Новый Витков, Тоболов, Розжалов, Андреевка, Волица, Комаров, Великое.